# Леончиков, Василий Емельянович
Василий Емельянович Леончиков (27 мая 1937, Берёзовка, Славгородский район, Могилёвская область, БССР, СССР — 4 января 2021, Минск, Белоруссия) — советский и белорусский библиограф, библиографовед, библиотечный деятель, доктор педагогических наук (1989), профессор (1990).

## Биография
Родился 27 мая 1937 года в Берёзовке Славгородского района. В 1957 году поступил на библиотечный факультет Минского педагогического института имени А. М. Горького, который он окончил в 1962 году. Администрация увидев способности дипломированного специалиста, оставили его у себя и тот остался на том же самом факультете, но уже в качестве преподавателя, вскоре стал деканом данного факультета вплоть до 1975 года. В 1975 году был принят на работу в Белорусский государственный университет культуры и работал там до последних дней жизни. В 1992—1994 — организатор и президент Белорусской библиотечной ассоциации. Скончался 4 января 2021 года в Минске.

## Научные работы
Основные научные работы посвящены истории, теории и методики библиографии, а также профильным подготовкам библиотекарей и библиографов и информационной культуре личности. Автор свыше 200 научных работ. Первопроходец в исследовании истории белорусской библиографии.